# Mihály Dresch

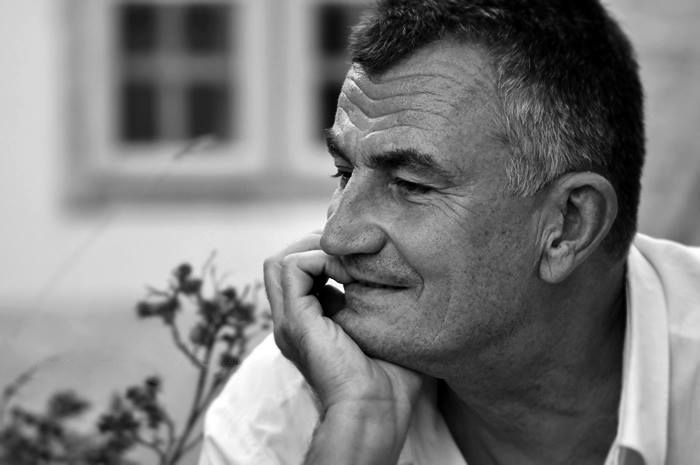

Mihály Dresch (* 10. Juli 1955 in Budapest) ist ein ungarischer Jazzsaxophonist.

## Leben
Dresch begann im Alter von zwölf Jahren Saxophon zu spielen. Er absolvierte ein Ingenieursstudium, bevor er professioneller Musiker wurde. Er trat mit Musikern wie Imre Kőszegi und Géza Lakatos auf, war Mitglied des Quartetts von Károly Binder und ist langjähriger Partner des Pianisten György Szabados.
1984 gründete er ein eigenes Quartett, das seither in wechselnder Besetzung existiert. Unter anderem gehörten ihm István Baló, Róbert Benkő, Félix Lajkó, Ferenc Kovács, Miklós Lukács und Mátyás Szandai an. Das Quartett arbeitete mit Musikern wie John Tchicai, Archie Shepp, Roscoe Mitchell, Chico Freeman, David Murray und Dewey Redman zusammen.
Dresch nahm fünfzehn Alben als Bandleader auf. Das Album Straight Music wurde vom Magazin Gramofon 2004 als Album des Jahres ausgezeichnet, Dresch wurde im Folgejahr ungarischer Jazzmusiker des Jahres.